# Matchless
Matchless ("incomparable", "sense parió" en anglès) és una de les marques de motocicleta britàniques més antigues. Entre el 1899 i el 1966 se'n va fabricar a Plumstead, Londres, una àmplia gamma de models que anaven equipats amb motors diversos, des de petits de dos temps fins a bicilíndrics de quatre temps de 750 cc. Matchless va protagonitzar una llarga història d'èxits en competició; una Matchless pilotada per Charlie Collier va guanyar la primera cursa de monocilíndriques al primer TT de l'illa de Man el 1907.
El 1938, Matchless i AJS van passar a formar part d'Associated Motor Cycles (AMC), totes dues produint models amb marca pròpia. Durant les fusions que es van materialitzar a la indústria de la moto britànica a la dècada del 1960, els motors bicilíndrics Matchless de quatre temps foren substituïts pels Norton, posant fi així a una llarga història de producció independent. El 1967 va cessar la producció de les monocilíndriques Matchless.

## Història

### Els orígens
La primera motocicleta Matchless es va fabricar el 1899 i la producció se'n va iniciar el 1901. Matchless era el nom comercial de Collier & Sons, societat formada pel pare Henry Herbert Collier i els seus fills Charlie i Harry. El distintiu Matchless del dipòsit de la moto era una "M" amb ales. Com molts fabricants de motocicletes de l'època, ells Collier havien començat com a fabricants de bicicletes (concretament, el 1878).
El 1905, l'empresa va produir una motocicleta amb motor JAP V-twin (bicilíndric en V) equipada amb una de les primeres suspensions posteriors de braç oscil·lant, juntament amb forquilles anteriors del tipus anomenat leading-link. Charlie Collier hi va guanyar la primera cursa de monocilíndriques al TT el 1907 a una velocitat mitjana de 38,21 mph amb un temps total de 4 hores, 8 minuts i 8 segons. Harry no va acabar el 1907, però va guanyar el 1909, i Charlie va tornar a guanyar el 1910, èxits que despertaren l'interès del públic per les seves motocicletes. Matchless feia sobretot monocilíndriques, però també en fabricava de bicilíndriques en V de 496 a 998 cc. L'empresa va fabricar els seus propis motors a partir del 1912.
Al saló Olympia Motor Cycle and Cycle Car de 1912, Matchless va mostrar un autocicle amb motor bicilíndric en V, amb dues rodes al davant i una de sola motriu posterior. De forma inusual, la transmissió es feia per eix i engranatge cònic. El marc era de canal d'acer premsat. Tenia un preu de 100 guinees.
Matchless no va aconseguir cap contracte per a fabricar motocicletes per a l'exèrcit durant la Primera Guerra Mundial. La producció en temps de pau es va reprendre el 1919, concentrant-se inicialment en models V-twin per a ser utilitzats amb sidecar, deixant temporalment els monocilíndrics fins al 1923. El 1926, Henry Collier es va morir i el 1928 Matchless era una societat limitada. El 1930, l'empresa va llançar un model V-twin de 400 cc d'angle estret anomenat Silver Arrow, dissenyat per Charlie Collier. La primera Silver Arrow, llançada el 1929, era una V-twin de vàlvula lateral amb unes dimensions de 54 x 86 mm i 394 cc. Els seus dos cilindres es fixaren a 18 graus en una sola unitat sota el mateix capçal. El resultat es veia estrany, més semblant a un monocilíndric massa llarg que altra cosa, i amb el tub d'escapament que sortia del cilindre per la dreta i el carburador al mig del motor, per l'esquerra, l'estrany aspecte s'accentuava. El 1930, Matchless va llançar també un motor de 593 cc de quatre cilindres en V OHC força avançat per a l'època, el Silver Hawk. Vora 60 dels 500 fabricats encara sobreviuen. El Hawk va ser dissenyat pel germà petit Bert, que llavors treballava a la companyia i en va ser el responsable de disseny fins a l'arribada de la guerra.
El 1931 Matchless els va comprar AJS als germans Stevens de Wolverhampton (al tombant de dècada, els Collier van comprar també Sunbeam, però aquesta segona marca se la van vendre a BSA el 1943). Després d'això, els únics models AJS "veritables", pel que fa als entusiastes de la marca, van ser les 7R Porcupine de competició i l'AJS Four d'abans de la guerra. Alguns fans d'AJS consideraven que els models compartits no eren més que Matchless amb la marca canviada. El 1935 van aparèixer per primera vegada les forquilles amb amortidors de molles i vàlvules Matchless/AJS.
Matchless va subministrar els seus motors per a les versions V-twin dels automòbils de tres rodes Morgan (fabricats a Malvern, Worcestershire) des del 1933 fins al 1939, quan la producció en va ser aturada a causa de l'esclat de la Segona Guerra Mundial. A partir del 1935, Matchless va ser el proveïdor exclusiu d'aquests motors per a Morgan. Una dotzena de motors supervivents no emprats encara estaven emmagatzemats a la fàbrica de Morgan el 1946 i es van fer servir per a construir un lot final d'aquests trikes V-Twin per a un concessionari de la firma a Austràlia. Matchless també va subministrar motors des de 1935 fins a 1940 a la Brough Superior de Nottingham. Aquests motors es van fabricar segons les especificacions de Brough Superior i no eren idèntics als motors similars que s'utilitzaven a les motocicletes Matchless (els de Brough Superior empraven una configuració de vareta i lleves inferiors diferent, i ports més grans als cilindres i capçals).

### AMC (1938–66)

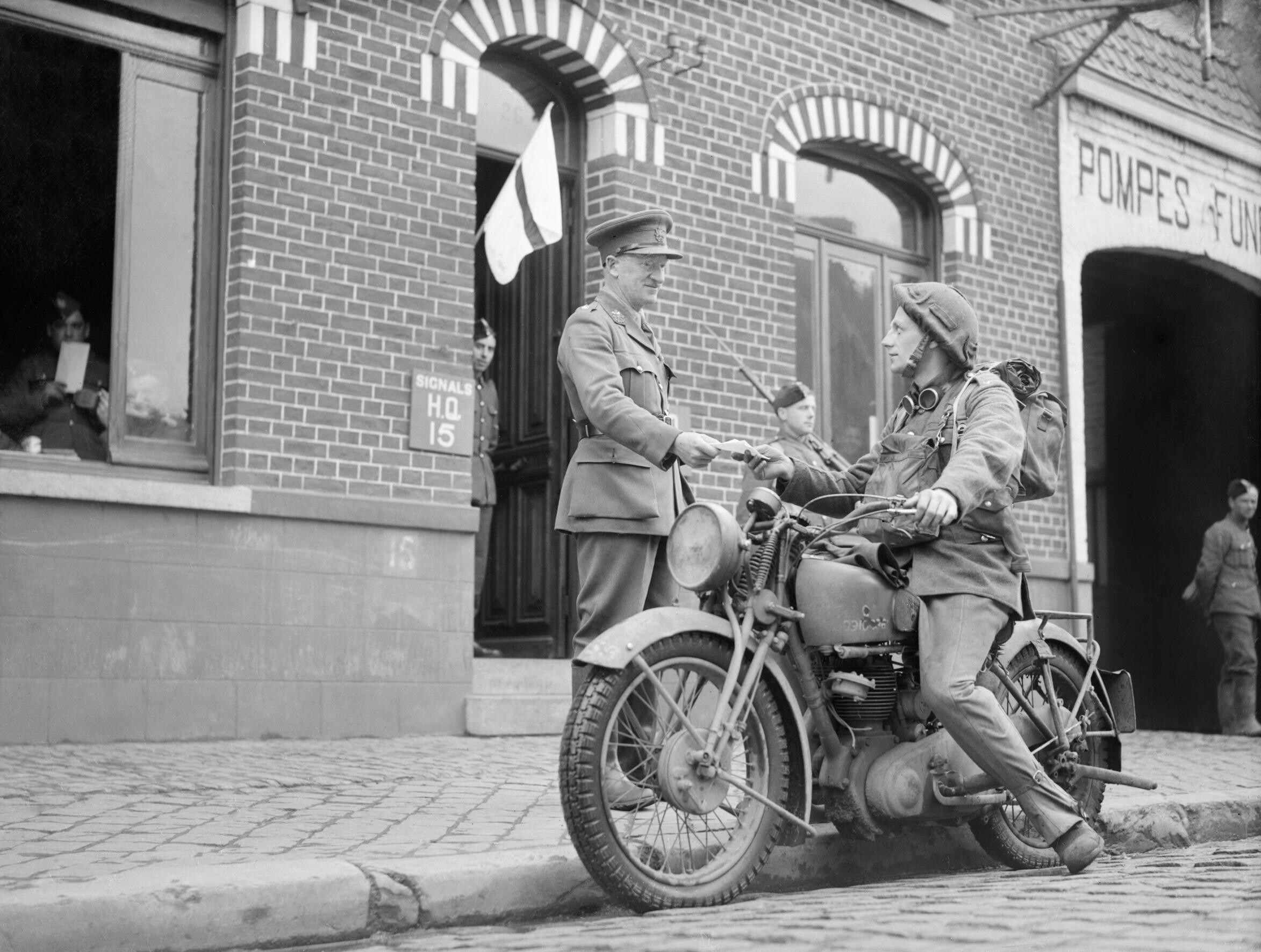
Un oficial del 1st Border Regiment amb una Matchless WG3L militar el 1939 a Orchies (nord de França)

Associated Motor Cycles (AMC) es va constituir el 1938 com a empresa matriu de les motocicletes Matchless i AJS. Més tard, durant la postguerra, AMC va absorbir Francis-Barnett, James i Norton. El 1941, les motocicletes Matchless van incorporar forquilles telescòpiques anteriors anomenades "Teledraulic", considerades sovint com a la primera gran innovació britànica en suspensions anteriors en els darrers 25 anys.
Durant la Segona Guerra Mundial, Matchless va fabricar 80.000 unitats dels models G3 i G3L per a les forces armades. El 1956 la marca ja n'oferia vuit models diferents, però la quantitat havia minvat el 1965. La G3L fou la primera Matchless a emprar les forquilles anteriors "Teledraulic".
L'activitat de postguerra començà amb la producció de les Matchless/AJS monocilíndriques de 350 cc i la Matchless G80 de 500 cc, desenvolupades a partir de la llegendària Matchless G3 militar. A partir del 1948 es van produir models de competició d'aquestes monocilíndriques que varen donar a la marca diverses victòries de ressò.
El 1949 es va produir la primera bicilíndrica vertical Matchless/AJS de 500 cc; més tard, se n'hi afegiren versions de 600 i 650 cc (1956 i 1959 respectivament). En el camp de la competició, AMC llançà l'AJS Porcupine sobrealimentada i l'AJS 7R al costat de la Matchless G45 bicilíndrica vertical de 500 cc de 1951. Fins i tot un cop prohibida la sobrealimentació, el 1949 Leslie Graham va guanyar el primer mundial de velocitat de 500cc amb una AJS Porcupine d'alimentació normal.
De cara al 1952 es va presentar el model de competició bicilíndric G45. El seu motor vertical de 500 cc OHV de varetes es basava en el model esportiu G9 i s'allotjava en un xassís d'AJS 7R modificat. Derek Farrant va guanyar-hi el Manx Grand Prix d'aquell any a una velocitat de 88,65 mph i AMC va posar el model en producció limitada.
El 1953 es llançà una gamma Clubman (per a pilots privats) de monocilíndrics Matchless/AJS de 350 i 500 cc. AMC es va retirar oficialment de les curses de velocitat a finals de la temporada 1954, després de la mort d'Ike Hatch i d'haver-se trobat una forta competència de les altres marques europees. Tot amb tot, el 1959 es va oferir als pilots privats la Matchless G50 monocilíndrica, un model que competia amb la Norton Manx. Malgrat que el seu motor de 90 x 78 mm amb 50 CV i una velocitat màxima de vora 217 km/h era lleugerament inferior al de la Manx, el fet de ser més lleugera feia que la Matchless tingués avantatge en circuits estrets i revirats.
Tot i haver abandonat la velocitat, Matchless seguí involucrada en la competició fora d'asfalt, on aconseguí diversos èxits tant en motocròs (anomenat a l'època scramble al Regne Unit) com en trial. En la primera modalitat, pilots com ara Dave Curtis, Vic Eastwood i Chris Horsfield aconseguiren diversos èxits al Campionat britànic de motocròs i a l'incipient Campionat d'Europa. A escala internacional, pilots belgues i neerlandesos varen pilotar amb èxit les Matchless, tant als seus respectius campionats estatals com a l'europeu: Auguste Mingels fou subcampió d'Europa amb Matchless el 1952 i aconseguí el títol el 1953, per bé que aquell any pilotà tant una Matchless com una FN. També amb una Matchless, Nic Jansen quedà tercer al Campionat d'Europa el 1956. Pel que fa al trial, Artie Ratcliffe guanyà amb la seva Matchless 350 diverses edicions del British Experts Trial i els Sis Dies d'Escòcia.
El 1958, les motos de carretera Matchless/AJS incorporaren un model amb motor monocilíndric de 250 cc i el 1960, un de 350 cc.
El 1960 Bert Hopwood va abandonar AMC i va passar a Triumph. Aquell mateix any, AMC va obtenir un benefici de poc més de 200.000 lliures esterlines, poc si es compara amb els 3,5 milions de benefici de BSA. Això va empitjorar el 1961 amb una pèrdua de 350.000 lliures esterlines. Amb el tancament de la planta de Norton a Birmingham el 1962 i la fusió de la producció de Norton i Matchless, el futur començava a intuir-se força desolador. Durant la dècada del 1960, amb la caiguda de les vendes, AMC va prendre la decisió comercial de centrar-se en les bicilíndriques Norton i les monocilíndriques Matchless/AJS, però no va reeixir i la fàbrica va cessar la producció poc després.
Amb la gamma G15, produïda del 1963 al 1969, AMC es basà en els mèrits de la G12 (vigent de 1958 a 1966), però hi va haver nombrosos canvis que afectaven el bastidor, forquilles, basculant, càrter, transmissió, parts cicle i sistema de lubrificació. La P11 va ser la darrera gamma de motos dins AMC. Feia servir un bastidor G85CS modificat i duia forquilles més fortes, parts cicle completament noves (tot i que fer-ne era costós) i diversos canvis en el sistema de lubrificació i càrters entre d'altres. La sèrie G15 s'oferia en tres marques: Matchless G15 (versions G15Mk2, G15CS i G15CSR); AJS Model 33 (versions M33Mk2, M33CS i M33CSR); i per acabar, Norton N15CS (tot i que no es va fabricar cap esportiva de la marca, ja que hagués competit contra la Norton Atlas). Inicialment, les G15 només s'exportaven, però el 1965 aquests models es comercialitzaren al Regne Unit i a la resta d'Europa.
El motor de 500 cc de la Matchless G85CS (llançada el 1966), amb una compressió de 12:1, tenia un extrem inferior millorat i una bomba d'oli Norton accionada per engranatges que substituïa l'antic disseny que es remuntava a la dècada del 1920. L'extrem inferior revisat s'havia introduit el 1964 i el compartien els models de turisme de 350/500 i la 500CS (G80CS i M18CS), el motor de la qual es va adaptar posteriorment a la G85CS. El nou sistema de greixatge ajudava a lubrificar-ne el capçal i el pistó, així com el capçal dels monocilíndrics d'alt rendiment. La G85CS es va millorar el 1966 amb un nou pistó que proporcionava una compressió de 12,5:1. El carburador Amal GP era de sèrie, cosa que dificultava l'arrencada de la moto. La potència màxima es va apujar a 41 CV a 6.500 rpm. De la G85CS se'n van produir també versions per a motocròs que varen ser molt populars entre el 1964 i el 1969.
Matchless/AJS varen construir motocicletes còmodes, manejables, ben fetes, fiables i econòmiques per al seu temps. Malauradament, amb aquests atributs no n'hi havia prou per a mantenir-se en el negoci. La davallada contínua de les vendes va fer que AMC passés a formar part el 1966 d'una nova empresa, anomenada Norton-Villiers.

Motocicletes Matchless (dels anys 30 als 50)
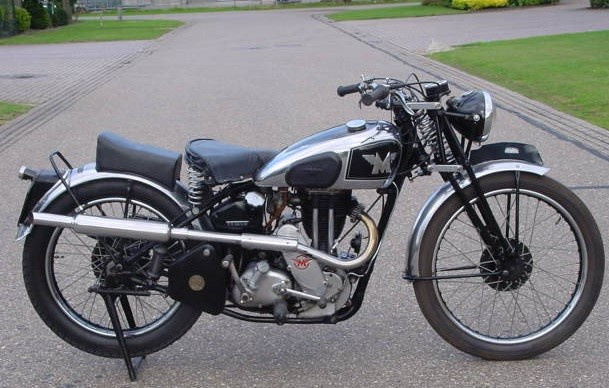
Matchless G3L (1939)
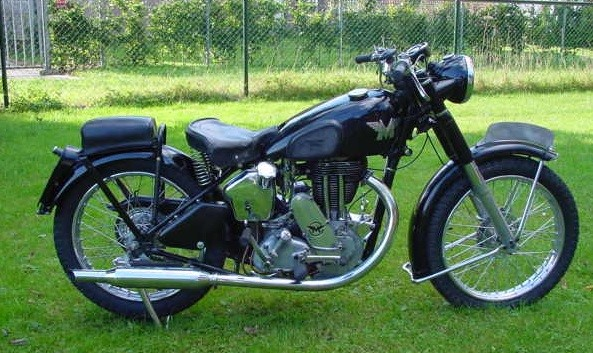
Matchless G80 500 cc (1946)
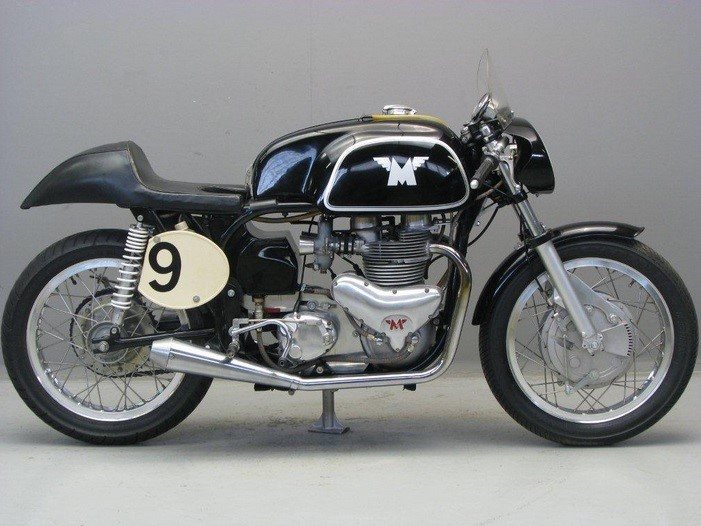
Matchless G45 500cc de competició (1956)
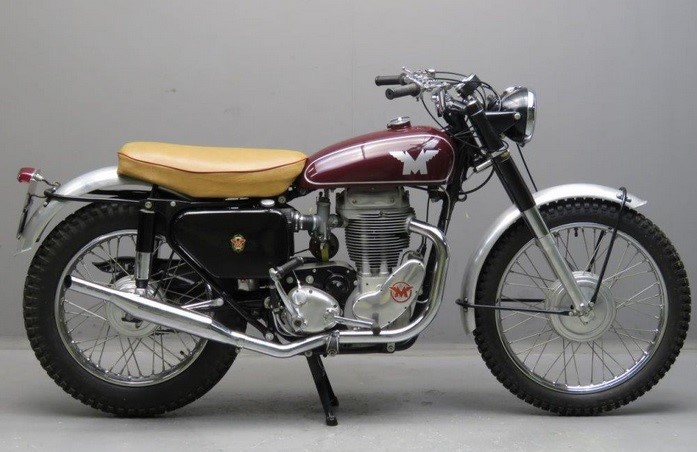
Matchless G80CS (1957)
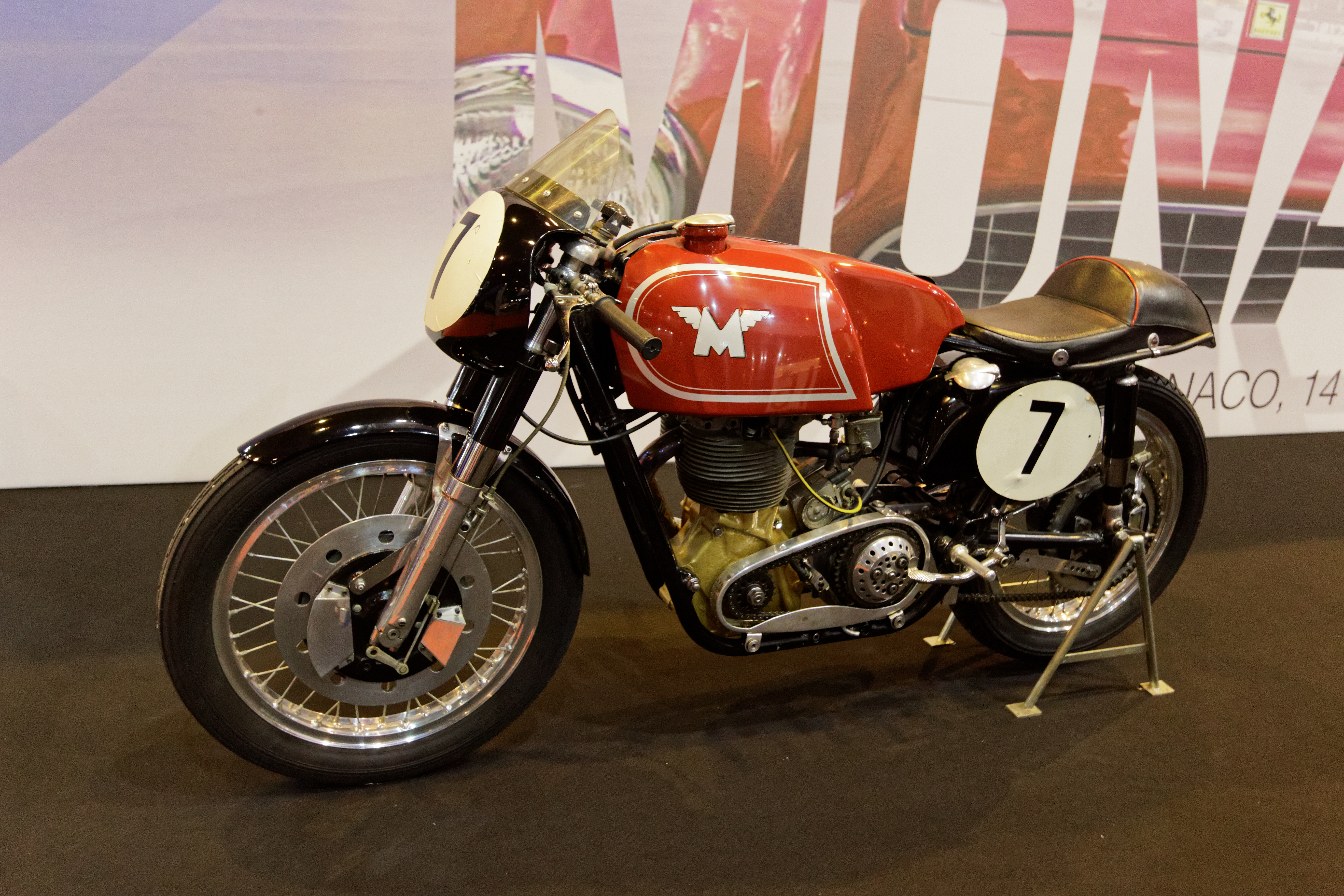
La Matchless G50 de 1959 (monocilíndrica de 500cc) era en realitat una versió gran de l'AJS Boy Racer de 350cc

### Norton-Villiers (1966–73)

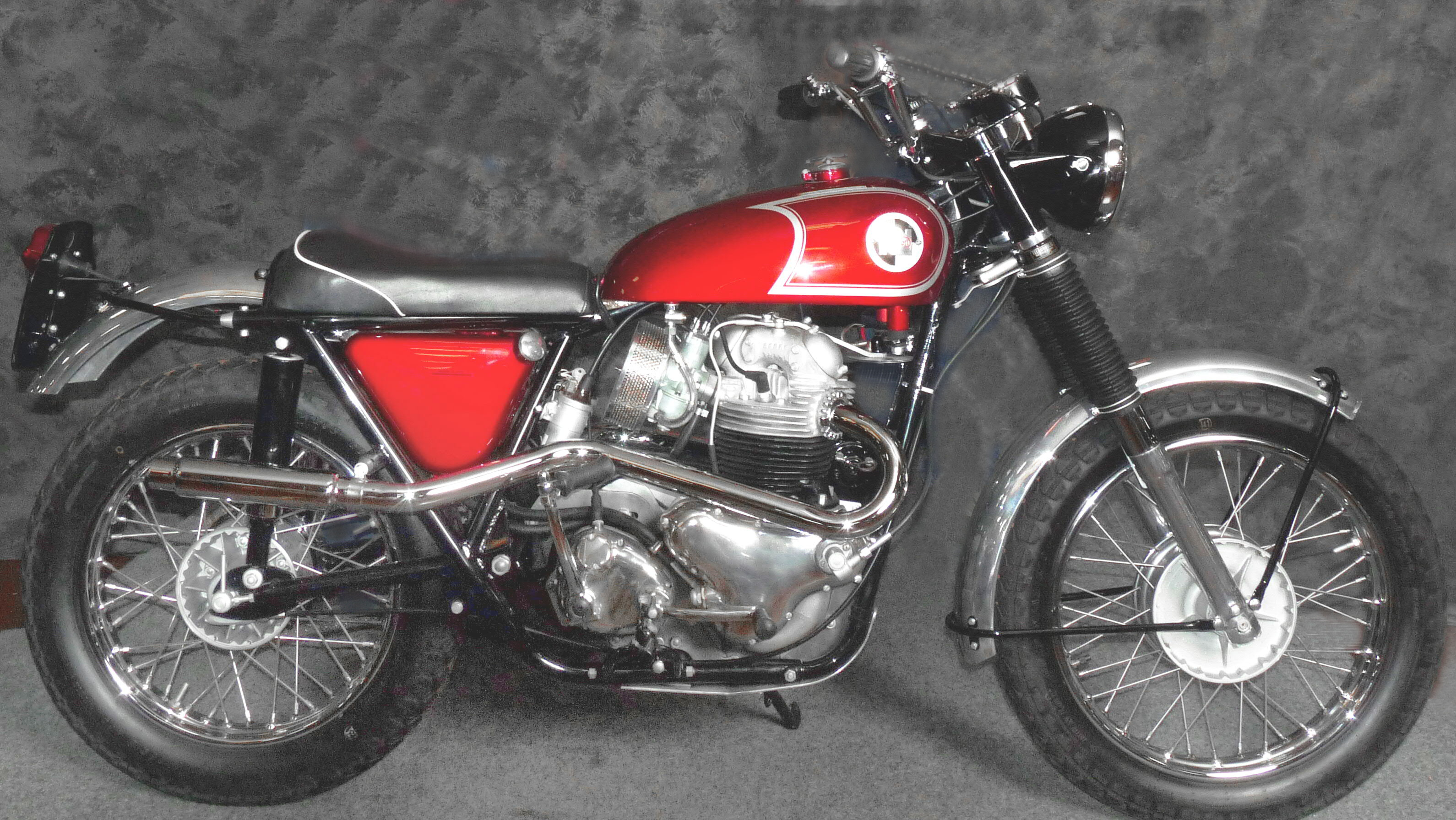
Una Norton/Matchless P11 de finals dels 60

El 1966 Associated Motor Cycles va fer fallida i va ser adquirida per Manganese Bronze Holdings, la qual va formar Norton-Villiers per a supervisar-ne l'activitat. En aquells moments, Norton era l'única marca de motocicletes de la companyia que guanyava diners. Hi havia la sèrie P11 que comprenia els quatre models següents: P11 (1967), P11A (1968), P11A Ranger (1968/1969) i P11 Ranger 750 (1969). Tot i que la P11 s'oferia com a Norton o Matchless, per herència era una Matchless.
A finals del 1968, el Greater London Council va posar a la venda la fàbrica de Plumstead, a Burrage Grove, la qual va tancar el juliol de 1969. Sembla que la producció de la sèrie G15 es va aturar a finals de 1968 (amb el model de l'any 1969) i els exemplars no venuts van estar disponibles fins al 1969. La sèrie P11 va continuar en producció fins a la primavera del 1969.

### Les Harris (1987)
El 1987 es va llançar una nova monocilíndrica Harris "Matchless G80", propulsada per un motor austríac de 500 cc Rotax de quatre temps amb lleva de capçal única (SOHC). S'hi van emprar components provinents d'Itàlia, com ara la suspensió Paioli anterior i posterior i els frens de disc Brembo, mentre que, inspirant-se en la Triumph Bonneville T140 que fabricava també Les Harris sota llicència, el xassís servia també de dipòsit d'oli. El model s'oferia en colors plata, negre o bordeus metàl·lic. Tot i que l'arrencada elèctrica i els frens de disc doble eren opcionals, amb un preu de 2.700 lliures esterlines (500 lliures esterlines més que una Yamaha d'especificacions similars), aquest model no va ser reeixit i la producció en va cessar a començaments de la dècada del 1990.

## A la cultura popular
- La lletra de la cançó "Little Honda", editada per primer cop pels Beach Boys a l'àlbum All Summer Long de 1964, esmenta la marca a la frase «It climbs the hills like a Matchless» ("s'enfila als turons com una Matchless").